# Бенафігос
Бенафігос (валенс. Benafigos, ісп. Benafigos) — муніципалітет в Іспанії, у складі автономної спільноти Валенсія, у провінції Кастельйон. Населення — 158 осіб (2010).

## Географія
Муніципалітет розташований на відстані близько 300 км на схід від Мадрида, 34 км на північний захід від міста Кастельйон-де-ла-Плана.
На території муніципалітету розташовані такі населені пункти: (дані про населення за 2010 рік)
- Бенафігос: 154 особи
- Партіда-де-Далт: 0 осіб
- Партіда-де-Байш: 4 особи

## Демографія
Динаміка населення (INE ):

## Галерея зображень

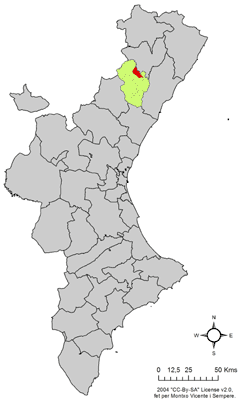
Розташування муніципалітету Бенафігос у автономній спільноті Валенсія
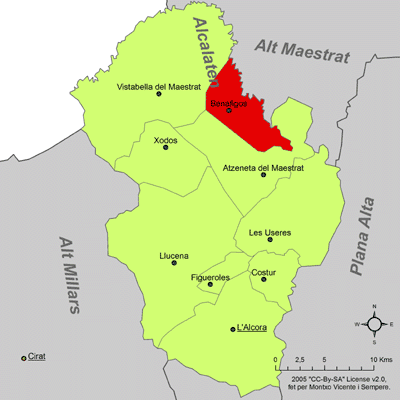
Розташування муніципалітету Бенафігос у комарці Алькалатен
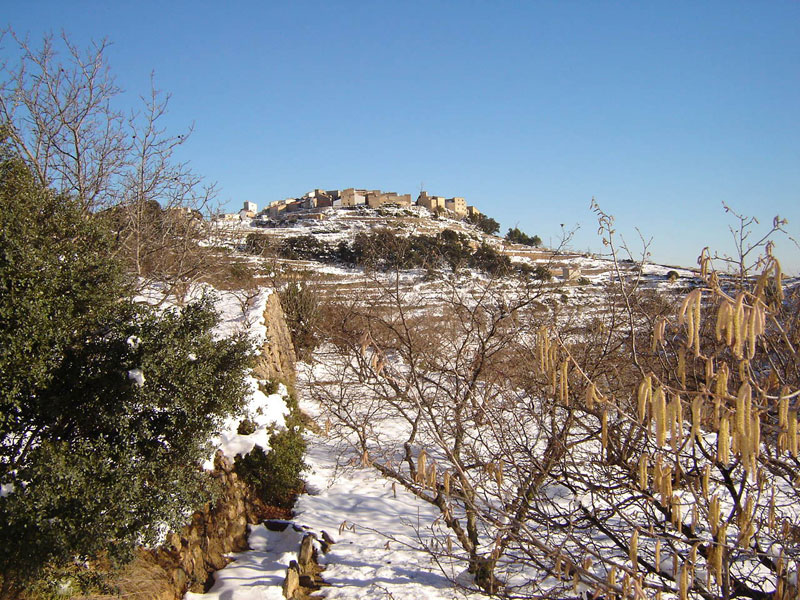
Бенафігос (січень 2007 року)
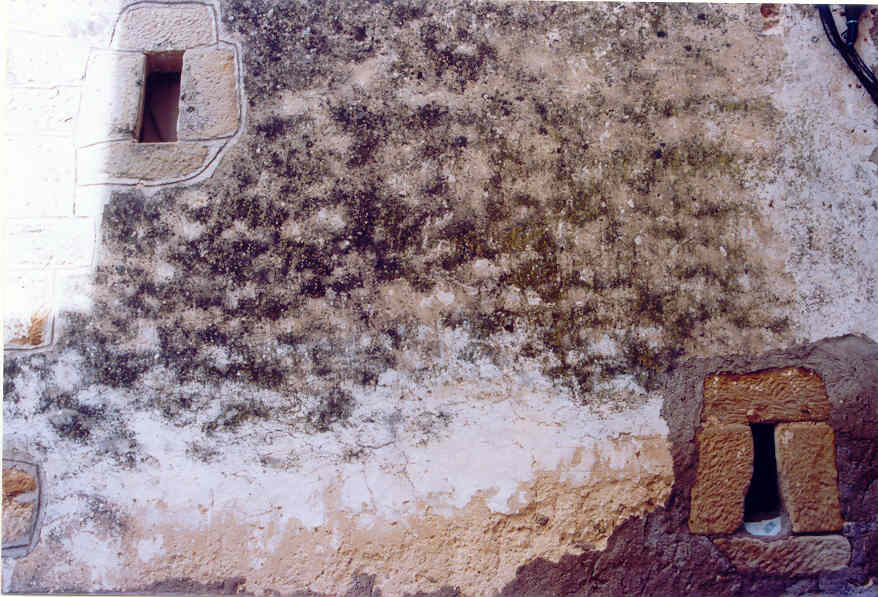
Бенафігос, замковий мур